# محمد بن موسى الكاظم
محمد بن موسى الكاظم بن جعفر الصادق الحسيني الهاشمي القرشي هو أحد أبناء موسى الكاظم، وهو شخصية مُبجلة عند الشيعة، هاجر هو وأخيه أحمد من المدينة إلی خراسان لزيارة أخيهما علي، وحسب المصادر الشيعية أنهما قُتلا في طريقهما في مدينة شيراز في إيران ودفنا هناك، ولهما مرقد بمسجد شاه چراغ، وهو من المعالم والمزارات عند الشيعة.

## نسبه
محمد بن موسى الكاظم بن جعفر الصادق بن محمد الباقر بن علي زين العابدين بن الحسين بن علي بن أبي طالب الهاشمي القرشي